# Тріангуляція (геодезія)

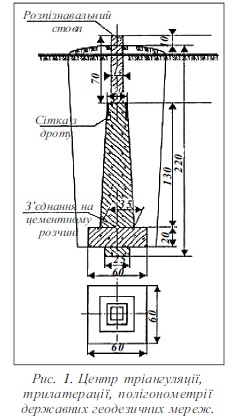

Тріангуля́ція — один з головних методів створення мережі опорних геодезичних пунктів. Полягає в побудові рядів або мереж з прилеглих один до одного трикутників та визначенні розташування їх вершин у вибраній системі координат. Це основний метод створення державних планових геодезичних мереж. Кути вимірюють теодолітами, довжину базисної сторони — мірним дротом чи далекоміром. Тріангуляцію поділяють на чотири класи точності.
Розвиток сучасних GPS-технологій практично витіснив тріангуляцію як метод побудови знімальних геодезичних мереж.